# (37355) 2001 TQ116
2001 TQ116 (asteroide 37355) é um asteroide da cintura principal. Possui uma excentricidade de 0.13272590 e uma inclinação de 9.66386º.
Este asteroide foi descoberto no dia 14 de outubro de 2001 por LINEAR em Socorro.